# Liste der größten Unternehmen in Estland
Die Liste der größten Unternehmen in Estland enthält die in der Liste Coface Baltic Top 50 veröffentlichten umsatzstärksten Unternehmen in Estland im Geschäftsjahr 2018. Banken sind wegen abweichender Berechnung nicht dargestellt.
| Rang | Name                     | Hauptsitz | Umsatz (Mio. $) | Mitarbeiter | Branche                  |
| ---- | ------------------------ | --------- | --------------- | ----------- | ------------------------ |
| 1.   | Tallink                  | Tallinn   | 950             | 7430        | Schifffahrt              |
| 2.   | Eesti Energia            | Tallinn   | 875             | 5678        | Energie                  |
| 3.   | NG Kapital               | Tallinn   | 822             | 4959        | Handel                   |
| 4.   | Ericsson Eesti           | Tallinn   | 702             | 1495        | Telekommunikation        |
| 5.   | Tallinna Kaubamaja Grupp | Tallinn   | 681             | 4283        | Einzelhandel, Autohandel |
| 6.   | Manoir Energy            | Tallinn   | 567             | 6           | Brennstoffe              |
| 7.   | Enefit Energiatootmine   | Tallinn   | 529             | 921         | Energie                  |